# Vangueriopsis shimbaensis
Vangueriopsis shimbaensis är en måreväxtart som beskrevs av Aaron Paul Davis och Q.Luke. Vangueriopsis shimbaensis ingår i släktet Vangueriopsis och familjen måreväxter. Inga underarter finns listade i Catalogue of Life.